# 52301 Qumran
52301 Qumran è un asteroide della fascia principale. Scoperto nel 1991, presenta un'orbita caratterizzata da un semiasse maggiore pari a 2,3126890 UA e da un'eccentricità di 0,2304185, inclinata di 5,40519° rispetto all'eclittica.